# Forever Blue (曲)
『Forever Blue（フォーエヴァー ブルー）』は、タレント・今井ちひろのシングル。
2005年3月24日にリリース、販売元はキングレコード（KDCM-35）。
秋山瑞人原作のライトノベル、『イリヤの空、UFOの夏』のアニメーション化（OVA）作品主題歌。
収録曲は「青春」をテーマに、それぞれ「空」と「夏」を表現した楽曲である。

## 収録曲
1. Forever Blue
作詞／作曲：松浦有希／編曲：高木洋（4:41）
  - OVA『イリヤの空、UFOの夏』オープニング主題歌
2. ひまわり
作詞：青柳美奈子／作曲：表誠治／編曲：高木洋（4:33）
OVA『イリヤの空、UFOの夏』エンディングテーマ
3. Forever Blue（off vocal）
4. ひまわり（off vocal）